# Vejdovskya halileimonia
Vejdovskya halileimonia är en plattmaskart. Vejdovskya halileimonia ingår i släktet Vejdovskya och familjen Graffillidae. Inga underarter finns listade i Catalogue of Life.